# Marschall der DDR
Marschall der DDR war ein dem früheren Generalfeldmarschall annähernd entsprechender Dienstgrad in der Nationalen Volksarmee der DDR. 
Mit dem Beschluss des Staatsrates der Deutschen Demokratischen Republik vom 25. März 1982 wurde der Dienstgrad eines Marschalls der DDR eingeführt. Im Gesetzblatt heißt es dazu: „(…) Der höchste militärische Dienstgrad in der Deutschen Demokratischen Republik ist Marschall der DDR. Die Ernennung zum Marschall der DDR erfolgt im Verteidigungszustand oder für außergewöhnliche militärische Leistungen auf Beschluss des Staatsrates der Deutschen Demokratischen Republik durch dessen Vorsitzenden. Dieser Beschluss tritt am 1. Mai 1982 in Kraft.“
Der Dienstgrad Marschall der DDR wurde nie vergeben. Theodor Hoffmann wurde bei seiner Ernennung zum Minister für Nationale Verteidigung im November 1989 in den Rang eines Admirals befördert. Er schaffte daraufhin die Dienstgrade des Flottenadmirals und des Marschalls der DDR wieder ab.